# 島津久方 (宮之城家)
島津 久方（しまづ ひさかた）は、薩摩国薩摩藩家老宮之城島津家第7代。

## 家系
宮之城島津家家は、島津忠良の三男尚久に始まり、代々の当主の通称が「図書」で、忠長以降に薩摩国宮之城を領した。

## 略歴
元禄5年（1692年）薩摩藩前藩主島津綱貴の五男として芝薩摩藩上屋敷で生まれる。母は於登代（江田国重の娘）。宮之城島津家当主の島津久洪は男子がいたものの夭折しており、跡継ぎがいなかったので愛壽丸を養子として迎えた。
元禄14年（1701年）養父久洪死去により、宮之城島津家の家督を相続した。
正徳元年（1711年）8月、藩主で実兄の吉貴に拝謁。「汝の家（宮之城島津家）は、五代にわたって重臣として島津宗家を支えてきた一族であり直言の忠臣である。それ故に先君は汝をその養子としたのだ。
日夜文武に励んで箕裘の業（父祖伝来の業）を継ぐべし」と言葉をかけられた。
正徳2年(1712年)10月、藩の家格整備が行われ、宮之城島津家は一所持となった。
享保4年（1719年）5月20日、死去。享年29。